# Дендропарк Острозького держлісгоспу
Дендропа́рк Остро́зького лісго́спу — комплексна пам'ятка природи місцевого значення в Україні. Об'єкт природно-заповідного фонду Рівненської області. 
Розташований у межах центральної частини міста Острог Рівненської області, при вулиці Академічній, на території старої контори ДП «Острозький держлісгосп». 
Площа 0,6 га. Статус надано згідно з рішенням облвиконкому від № 343 від 22.11.1983 року. Землекористувач — Острозька міська рада (до 25.11.2011 р. — ДП «Острозький лісгосп»). 
Парк закладений у 1952 році, як дендрарій Острозького держлісгоспу. У 1956—1960 рр. дендропарк був розширений. Перший опис видового складу зроблений 1975 року. На той час у парку налічувалося понад 180 видів дерев та чагарників. Дендропарк має велику наукову та естетичну цінність.